# Jules Aristide Gély
 (septembre 2023).
Pour les articles homonymes, voir Gély.
Jules-Aristide Gély est un médecin et chirurgien français né le 29 juin 1806 à Nantes où il est mort le 13 janvier 1861.

## Biographie
Fils de Jean-Luc Gély, capitaine de navire, et de Florence-Rosalie Agaisse, il suit ses études de mécène à Nantes (1824) et à Paris (1827), ayant notamment pour professeur Guillaume Dupuytren. Après l'obtention de son doctorat en 1831, il revient s'installer à Nantes.
Chirurgien suppléant à l'Hôtel-Dieu de Nantes, il devient chef d'un service en 1848.
En 1844, il devient professeur de l'École de médecine de Nantes.
Président de la Société académique de Nantes en 1850, il est membre correspondant de la Société de chirurgie de Paris.

## Travaux

### Publications
- Études sur le cathétérisme curviligne et sur l'emploi d'une nouvelle sonde dans le cathétérisme évacuatif (1861)
- Études hygiéniques relatives au desséchement du lac de Grand-Lieu (1856)
- L'Enteroraphie [i.e. enterorraphie] devant l'Académie royale de médecine (1846)
- Discours prononcé à la séance de rentrée des cours de l'école préparatoire de médecine et de pharmacie de Nantes et de distribution des prix aux élèves de cette école, le 18 novembre 1845 (1845)
- Recherches sur l'emploi d'un nouveau procédé de suture contre les divisions de l'intestin et sur la possibilité de l'adossement de cet organe avec lui-même dans certaines blessures (1844)
- Observations sur une fausse articulation consécutive à une luxation du fémur du haut en avant (1841)
- Examen anatomique d'une ancienne luxation du fémur en haut et en avant (iléo-pubienne) (1840)
- Recherches sur l'opportunité de l'amputation de l'utérus dans le cas d'abaissement ou de renversement et sur le procédé le plus convenable pour le pratiquer dans ces circonstances (1839)
- Essai sur les altérations anatomiques qui constituent spécialement l'état dyssentérique (1838)
- Essai sur la hernie crurale (1831)
- Oblitération de la veine-cave inférieure, obstruction filamenteuse d'une partie des troncs fémoro-pelviens. *Circulation veineuse supplémentaire. [Observation recueillie dans le service de M. Lafond, chirurgien de l'Hôtel-Dieu]
- Réflexions sur quelques points de l'histoire des luxations et sur les véritables progrès dont s'est enrichie cette branche de la pathologie chirurgicale, suivies d'une observation de réduction de luxation de la cuisse, par la méthode de Desprèz

### Sources
- Noëlle Chazy du Bouetiez, Le chirurgien nantais Jules Aristide Gely et la vie hospitalière nantaise de 1806 à 1861, 1981
- Anton Sebastian, A Dictionary of the History of Medicine, 2018